# Boca Raton
Boca Raton (Bek van de muis) is een plaats (city) in de Amerikaanse staat Florida en valt bestuurlijk gezien onder Palm Beach County.

## Demografie
Bij de volkstelling in 2000 werd het aantal inwoners vastgesteld op 74.764, bij die van 2010 op 84.394, een stijging van 13%.

## Geografie
Volgens het United States Census Bureau beslaat de plaats een oppervlakte van
75,4 km², waarvan 70,4 km² land en 5,0 km² water. Boca Raton ligt op ongeveer 2 m boven zeeniveau.

## Bijzonderheden
- In Boca Raton is de Florida Atlantic University gevestigd.
- In Boca Raton speelt de vrouwenvoetbalclub magicJack zijn thuiswedstrijden.

## Plaatsen in de nabije omgeving
De onderstaande figuur toont nabijgelegen plaatsen in een straal van 16 km rond Boca Raton.

## Geboren
- Jonathan Chase (1979), acteur
- Eric Andre (1983), acteur en komiek
- Reed Alexander (1993), acteur
- Ariana Grande (1993), actrice en zangeres
- Kira Kosarin (1997), actrice
- Logan Sargeant (2000), autocoureur
- Alexa Nisenson (2006), actrice

## Overleden
- Duane Hanson (1925-1996), kunstenaar
- Johnny Mince (1912-1994), swing-klarinettist
- Chuck Andrus (1928-1997), jazzbassist
- Giovanni Linscheer (1972-2000), Surinaams zwemmer
- Roger King (1944-2007), televisie- en mediaproducent
- Barbara Parker (1946-2009), misdaadschrijfster
- Marie Ellington (1922-2012), jazzzangeres
- Sam Jones (1933-2021), basketballer
- Gérard Latortue (1934-2023), politicus